# Фокально-сегментарный гломерулосклероз
Фокально-сегментарный гломерулосклероз (ФСГС) — это форма гломерулонефрита, для которого характерно склерозирование отдельных сегментов в части клубочков (фокально-сегментарные изменения). В основе ФСГС лежит повреждение подоцитов, что ведёт к нарушению фильтрационной функции почек и развитию протеинурии. ФСГС является одной из ведущих причиной нефротического синдрома у детей и взрослых, приводя к развитию хронической почечной недостаточности. Выделяют первичный ФСГС, а также вторичные формы, развившиеся на фоне многочисленных повреждающих почки факторов. Для установки диагноза необходимо гистологическое исследование. В качестве лечения используются глюкокортикостероиды и препараты, влияющие на иммунную систему. Реакция на терапию варьирует в широких пределах, при этом у довольно значительной части пациентов развивается терминальная стадия почечной недостаточности, требующая заместительной почечной терапии.

## Симптомы
Общие клинические проявления ФСГС обусловлены массивной протеинурией и включают в себя:
- «пенистость» мочи (в связи с повышенным уровнем белка)
- избыточная задержка воды (отёки гипоонкотического генеза, в связи со снижением уровня альбумина сыворотки)
- повышенная восприимчивость к инфекционным заболеваниям (вероятно, обусловлена потерей с мочой антител как белковых молекул)

Основные лабораторные маркёры при ФСГС:
- протеинурия (в том числе нефротического уровня — более 3,5 г белка в сутки)
- гипоальбуминемия (ниже 35 г/л)
- гиперхолестеринемия
- патологические цилиндры в мочевом осадке

## Патофизиология
В настоящее время патогенез ФСГС до конца не изучен. Предполагается, что ведущую роль в развитии ФСГС играет повреждение подоцитов. Под воздействием генетических поломок или циркулирующих повреждающих факторов происходит структурная дезорганизация щелевидной диафрагмы подоцитов, сглаживание ножковых отростков, что в конечном счёте приводит к развитию нефротического синдрома как основного клинического проявления ФСГС. Повреждённые подоциты отделяются от базальной мембраны клубочка, приобретают свойства макрофагов и участвуют в формировании очагов фиброза (склероза), который значительно выражен (в отличие от болезни минимальных изменений, также имеющей в основе повреждение подоцитов) и в дальнейшем приводит к развитию почечной недостаточности.
При гистологическом исследовании отмечается склерозирование лишь части клубочков, к тому же повреждённые клубочки склерозированы не полностью, а сегментарно, что позволяет провести дифференциальную диагностику с другими клубочковыми заболеваниями почек.

## Классификация
По этиологическому принципу выделяют следующие формы ФСГС:
1. Первичный ФСГС — этиологический агент выделить не удаётся, предполагается, что повреждение подоцитов обусловлено циркулирующими в крови повреждающими факторами, не доступными для определения в настоящее время.
2. Генетический ФСГС — вследствие генетических поломок в подоцитах, включает в себя как семейные, так и спорадические формы
3. Вторичный ФСГС — вызван многочисленными известными в настоящее время повреждающими факторами. Так, при ожирении, а также при утрате одной почки, в основе патогенеза лежит гиперфильтрация клубочков, что приводит к повреждению по типу ФСГС. Среди известных состояний, к ФСГС приводят сахарный диабет, артериальная гипертензия, ожирение, ВИЧ, героиновая наркомания, состояния, связанные со снижением массы действующих нефронов — олигомеганефрония, односторонняя агенезия почки, дисплазия почек, реноваскулярная болезнь, и др.
4. Неуточнённый ФСГС — наличие повреждения подоцитов по данным электронной микроскопии, но отсутствие этиологического агента и клинико-морфологических признаков ФСГС

На основании гистологической картины различают такие варианты ФСГС, как:
1. Классический — наличие зон склероза и гиалиноза в некоторых сегментах отдельных клубочков, умеренная клеточная пролиферация, адгезия петель клубочков к капсуле с образованием синехий, гипертрофия и вакуолизация подоцитов, отделение их от базальной мембраны клубочка, жировая и белковая дистрофия эпителия канальцев
2. Перихиллярный — склерозирование зоны сосудов
3. Клеточный — расширение мезангия, гиперклеточность клубочка
4. Коллапсирующий — спадение сосудистых петель клубочка с образованием свободного подкапсульного пространства, выраженные тубуло-интерстициальные изменения
5. Верхушечный — склерозирование зоны вблизи отхождения проксимального канальца от капсулы Боумена[5]

Следует отметить, что коллапсирующий вариант ФСГС имеет самый неблагоприятный прогноз, быстро приводя к терминальной почечной недостаточности, а tip-вариант — самый благоприятный, редко приводя к тяжелой почечной недостаточности.

## Диагностика
Основные методы обследования пациентов с подозрением на ФСГС
- Общий (клинический) анализ крови — повышение СОЭ, анемия при развитии почечной недостаточности, лейкоцитарный сдвиг при инфекционной этиологии, цитопения при хронических вирусных заболеваниях
- Общий анализ мочи — протеинурия нефротического уровня, редко — микрогематурия
- Биохимический анализ крови — снижение общего белка, альбумина, повышение общего холестерина, при развитии почечной недостаточности — повышение креатинина, мочевины, мочевой кислоты
- Коагулограмма — тенденция к гиперкоагуляции, повышение фибриногена и отдельных факторов свёртывания, снижение уровня антитромбина III
- Иммунологические исследования — повышение уровня IgM, снижение IgG, показатели комплемента не изменены
- УЗИ почек — увеличение размеров почек в начальной стадии при нефротическом синдроме, уменьшение размеров почек и прогрессирующее уменьшение размеров коры — при развитии почечной недостаточности

Нефробиопсия и гистологическое исследование — проводится для окончательного установления диагноза и определения прогноза.

## Лечение
Терапией первой линии является назначение глюкокортикостероидов. Лечение начинают с высоких доз преднизолона (1 мг/кг массы тела в сутки, максимально 80 мг в сутки), при этом тщательно следят за возможным развитием побочных эффектов терапии. Длительность лечения — не менее 4 и не более 16 недель, при этом определённая категория пациентов не отвечает на терапию глюкокортикостероидами, и продолжение терапии до 16 недель в этом случае дискутабельна, особенно при развитии побочных эффектов. Стероид-чувствительные пациенты демонстрируют снижение уровня суточной протеинурии до 16 недели лечения.
При быстром достижении ремиссии производят постепенную отмену преднизолона, снижая дозу на 5 мг каждые 1-2 недели, так, чтобы общая длительность лечения составляла 6 месяцев.
Если в течение 8-12 недель лечения достигнута частичная ремиссия, необходимо продолжить приём высоких доз преднизолона до 16 недель, в дальнейшем — постепенная отмена по 5 мг каждые 1-2 недели до достижения общей длительности лечения 6 месяцев.
При отсутствии эффекта от глюкокортикоидов переходят на терапию ингибиторами кальциневрина.
Циклоспорин используют в начальной дозе 3-5 мг/кг/сут в два приёма, Такролимус — 0,05-0,1 мг/кг/сут в два приёма.
Необходимо следить за уровнем препаратов в крови для предотвращения нефротоксичности! Целевые остаточные уровни: для циклоспорина — 100—175 нг/мл (83-146 нмоль/л), для такролимуса — 5-10 нг/мл (6-12 нмоль/л).
Длительность лечения ингибиторами кальциневрина — 4-6 месяцев. При достижении частичной или полной ремиссии следует продолжить приём препаратов до 12 месяцев, в дальнейшем препараты могут быть полностью отменены путём постепенного снижения дозы в течение 12 месяцев.
Необходимо также учитывать этиологический фактор при вторичном ФСГС, лечение должно быть комплексным.

## Прогноз
Важным прогностическим фактором является уровень протеинурии и ответ на лечение. При протеинурии нефротического уровня риск развития терминальной почечной недостаточности составляет 50 %, при субнефротической протеинурии — только 15 %. При наличии ответа на лечение риски развития терминальной почечной недостаточности также меньше, чем при его отсутствии. Отмечено, что чем ниже уровень протеинурии, тем лучше ответ на лечение и прогноз.